# Nanoputiense
Los NanoPutienses son una serie de moléculas orgánicas cuyas fórmulas desarrolladas parecen formas humanas. James Tour et al. (Universidad de Rice) diseñaron y sintetizaron estos compuestos en 2003 como parte de una serie sobre formación química para alumnos jóvenes. Los compuestos constan de dos anillos bencénicos conectados por unos cuantos átomos de carbono, que forman el cuerpo; cuatro unidades de acetileno, cada una de las cuales con un grupo alquilo en su extremo, que representan las manos y las piernas; y un anillo 1,3-dioxolano que representa la cabeza. Tour y su equipo de la Universidad de Rice utilizaron los NanoPutienses en su  programa educativo NanoKids. El objetivo de este programa era educar a los niños en las ciencias de un modo lúdico y efectivo. Se editaron varios vídeos que presentan a los NanoPutienses como personajes antropomórficos animados.
La construcción de las estructuras depende de la reacción de Sonogashira y otras técnicas sintéticas. Por sustitución del grupo 1,3-dioxolane con una estructura de anillo apropiada, se han sintetizado varios otros tipos de "putienses", p. ej. el NanoAtleta, el NanoPeregrino y NanoBoinaVerde. Colocando grupos funcionales tiol (R-SH) al final de las piernas les habilita para "apoyarse" en una superficie de oro.
El nombre "NanoPutian" es un portmanteau de nanómetro, una unidad de longitud generalmente utilizada para medir compuestos químicos, y lilliputiense, una especie de humanos ficticia de la novela Los viajes de Gulliver, de Jonathan Swift.

## Antecedentes

### Programa Educativo NanoKids
Aunque no hay usos químicos o prácticos para las moléculas NanoKid o cualquiera de sus derivados conocidos, James Tour ha convertido el NanoKid en un personaje para educar niños en las ciencias. Los objetivos del programa, tal como se describe en el sitio web de NanoKids, son:
- “Incrementar significativamente' la comprensión de la química, física, biología y las ciencias de los materiales a nivel molecular."
- "Dotar a los profesores de herramientas conceptuales para enseñar nanociencia y tecnología molecular emergente."
- "Demostrar que el arte y la ciencia pueden combinarse para facilitar el aprendizaje de los estudiantes con diversos estilos de aprendizaje e intereses."
- "Generar interés informado en la nanotecnología, que anime a la participación y a la financiación de la investigación en este campo.”[3]

Para cumplir estos objetivos, se editaron varios clips de vídeo y CD, así como programas de ordenador interactivos. Tour y su equipo invirtieron alrededor de 250.000 dólares en su proyecto. Para recaudar fondos para esta iniciativa, Tour utilizó fondos sin restricciones de su cátedra y pequeñas subvenciones de la Universidad de Rice, la Welch Fundation, la empresa de nanotecnología Zyvex y la Universidad de Texas A&M. Tour también recibió 100.000 dólares en 2002 de "Pequeñas Subvenciones para el programa de Búsqueda Exploratoria", una división de la Fundación de Ciencia Nacional.
Los caracteres principales en los vídeos son versiones animadas de NanoKid. Protagonizan varios vídeos y explican varios conceptos científicos, como la tabla periódica, ADN, y enlace covalente.
Rice llevó a cabo varios estudios sobre la efectividad del uso de los materiales NanoKids. Estos estudios encontraron resultados mayoritariamente positivos para el uso de NanoKids en el aula. Un estudio de 2004-2005 en dos distritos escolares de Ohio y Kentucky mostraron que el uso de NanoKids supuso un aumento entre el 10 y el 59% en la comprensión del material presentado. Además,  se vio que el 82% de los alumnos opinaban que NanoKids les hizo más interesante el aprendizaje de la ciencia.

## Síntesis de NanoKid

### Cuerpo superior de NanoKid
Para crear el primer NanoPutiense, bautizado como NanoKid, se yodaba el 1,4-dibromobenceno  en ácido sulfúrico. A este producto se le añadían los brazos, o 3,3-Dimethilbutino, a través de la reacción de Sonogashira. La formilación de esta estructura se conseguía a continuación, con el uso de reactivo de organolitio N-butil-litio seguido por quenching con N,N-dimetilformamida (DMF) para crear el aldehído.Se añadía etilenglicol a esta estructura para proteger el aldehído, utilizando ácido p-toluenosulfónico como catalizador. Originalmente, Chanteau y Tour pretendían acoplar esta estructura con alquinos, pero esto resultaba en rendimientos muy bajos del producto deseado. Para remediar esto, se reemplazó el bromuro con yoduro a través de intercambio de litio-halógeno y quenching con 1,2-diyodoetano. Así se creó la estructura final del cuerpo superior para el NanoKid.